# Diplophos
Diplophos is een geslacht van straalvinnige vissen uit de familie van borstelmondvissen (Gonostomatidae). Het geslacht is voor het eerst wetenschappelijk beschreven in 1873 door Guenther.

## Soorten
- Diplophos australis Ozawa, Oda & Ida, 1990
- Diplophos orientalis Matsubara, 1940
- Diplophos pacificus Günther, 1889
- Diplophos rebainsi Krefft & Parin, 1972
- Diplophos taenia Günther, 1873